# Jürgen C. Jagla
Jürgen C. Jagla (* 30. Juli 1926 in Gleiwitz; † 26. April 1992 in Pulheim) war ein deutscher Journalist. 
1948 kam Jürgen C. Jagla nach Köln, wo er zunächst als freier Journalist tätig war sowie unter anderem als Korrespondent in Algerien. 1954 trat er in die Redaktion der Tageszeitung Der Mittag in Düsseldorf ein, die 1967 eingestellt wurde. Anschließend war er kurz für Christ und Welt tätig. 1968 ging er zur Kölnischen Rundschau und leitete von 1969 bis 1978 deren Lokalredaktion. 
1975/76 wurde Jagla mit dem Theodor-Wolff-Preis, dem Journalistenpreis der deutschen Zeitungen, für seine Artikelserie über die Herstatt-Pleite ausgezeichnet. 1979 wurde er Chefredakteur der Kölnischen Rundschau. Unter seiner Leitung trat die Rundschau als eine der ersten deutschen Zeitungen für eine Aussöhnung mit der Sowjetunion ein. Jagla vertrat die Meinung, dass „wir durch den Krieg mit der UdSSR in die moralische Schuld der Sowjetunion geraten sind“.
In seiner Freizeit war Jagla begeisterter Jazzmusiker; er spielte Saxophon. So verfasste er mehrfach Texte für die Cover von Jazz-Schallplatten.

## Publikationen
- Traumstrassen Marokkos. Mit Fotos von Wolfgang Fritz. München. Süddeutscher Verlag 1984